# Pierre-Paul Bertin
Pierre-Paul Bertin, né le 22 février 1926 à Beine-Nauroy et mort le 1er mars 2006 au Mesnil-Amelot,, est un artiste franco-canadien.

## Biographie
Pierre-Paul Bertin est né à Beine-Nauroy. Il étudie à l'École des Beaux-Arts de Reims, suit une formation à l'École Blot et commence sa carrière artistique en explorant différents médiums et techniques. Il immigre au Québec en 1966. Il est professeur à l'École des beaux-arts de Québec de 1967 à 1970. De 1971 à 1984, il est spécialiste en sciences de l'éducation au sein du ministère de l’Éducation du Québec. En 1985, il est récipiendaire de la médaille d’Or de la Société Arts-Sciences-Lettres à Paris. En janvier 2000, il reçoit du Gouvernement français, les insignes de chevalier de l'ordre des arts et des lettres. En 1998, il publie un recueil de 100 poèmes illustrés.

## Expositions (sélection)
- 2018 : Le fleuve et son espace de Pierre-Paul Bertin, 24 juin au 24 septembre 2018, Musée le Chafaud
- 2000 : Entre deux Continents : Pierre-Paul Bertin, 6 au 28 janvier, Mairie du XVIe arrondissement, Paris[7]
- 1995 : Pierre-Paul Bertin, 12 au 29 octobre, Galerie Anima G, Québec[8]
- 1971:  Paysages du Canada, 19 février au 20 mars, Galerie Sagittaire, Lyon
- 1970:  Peintures et dessins, 9 au 20 juillet, Centre d'Art Île d'Orléans, île d'Orléans[9]
- 1966: représentant la France avec son œuvre intitulée: Hommage à Treblinka, Symposium de sculptures de Québec, organisé par Gilles Hénault à proximité du Musée du Québec, Plaines d'Abraham, Québec[10],[11]. Le film : Une forêt de symboles présente les œuvres de ce symposium[12].
- 1949 : Peintures, sculptures et dessins, 31 janvier au 14 février, Galerie St Placide, Paris
- 1946-1947, Galerie Schillio, Reims

## Musées et collections publiques
- Musée de la civilisation[13]
- Musée Pierre-Boucher

## Honneurs
- Une sculpture en bronze « Hommage à Zadkine » créée par Bertin, est dévoilée dans un nouvel espace urbain de l'arrondissement de Beauport[14],[5].
- Une rue porte son nom dans l'arrondissement de Beauport: rue Pierre-Paul-Bertin.